# Uttenheim (Erstein)
Uttenheim ist eine französische Gemeinde mit 572 Einwohnern (Stand 1. Januar 2021) im Département Bas-Rhin in der Region Grand Est (bis 2015 Elsass).

## Geschichte
Bekannt ist, dass die Siedlung im Jahr 677 der Abtei von Ebersmunster unterstellt war. Frühere Ortsnamen waren „Veratesheim“ (817), „Ousenheim“ (1156), „Outenheim“ (1183), „Udenheim“ (1240), „Uotenheim“ (1270) und „Utenheim“ (1339). Der Name „Uttenheim“ besteht seit 1422.

### Bevölkerungsentwicklung
| 1962 | 1968 | 1975 | 1982 | 1990 | 1999 | 2006 | 2013 |
| 393  | 393  | 380  | 387  | 428  | 533  | 572  | 553  |